# RC Kouba
Raed Chabab Kouba (em árabe : رائد شباب القبة) conhecido como RC Kouba ou simplesmente RCK , é um clube de futebol argelino com sede em Kouba, um distrito de Argel. O clube foi fundado em 1945 e suas cores são verde e branco. Seu estádio, Estádio Mohamed-Benhaddad, tem capacidade para cerca de 10.000 espectadores. O clube está atualmente jogando na Ligue Nationale du Football Amateur.

## História
O clube foi fundado em 1945

## Títulos
| NACIONAIS | NACIONAIS            | NACIONAIS | NACIONAIS  |
|           | Competição           | Títulos   | Temporadas |
| --------- | -------------------- | --------- | ---------- |
| Argélia   | Campeonato Argelino  | 1         | 1980-81.   |
| Argélia   | Supercopa da Argélia | 1         | 1981.      |

## Desempenho em competições da CAF
Liga dos Campeões da CAF : 1
- 1982 - Quartas de final